# Bythocythere arenicola
Bythocythere arenicola is een mosselkreeftjessoort uit de familie van de Bythocytheridae. De wetenschappelijke naam van de soort is voor het eerst geldig gepubliceerd in 1991 door Behrens.